# Madängsholm
Madängsholm is een plaats in de gemeente Tidaholm in het landschap Västergötland en de provincie Västra Götalands län in Zweden. De plaats heeft 442 inwoners (2005) en een oppervlakte van 81 hectare.

## Verkeer en vervoer
Bij de plaats lopen de Riksväg 26 en Länsväg 193.